# Kloster Schrobenhausen
Das Kloster Schrobenhausen ist ein ehemaliges Kloster der Franziskaner-Reformaten in Schrobenhausen in Bayern in der Diözese Augsburg.

## Geschichte
Das Allerheiligenkloster wurde 1644 durch den Rat der Stadt Schrobenhausen gegründet und 1802 im Zuge der Säkularisation aufgelöst; es gehörte zur 1624 gegründeten Bayerischen Franziskanerprovinz. Kirche und Kloster wurden 1803/04 abgebrochen. Auf dem Areal wurde 1805 der Stadtfriedhof angelegt.